# Erasme (maison d'édition)
Pour les articles homonymes, voir Erasme (homonymie).
Erasme est une maison d'édition belge, branche francophone des éditions De Standaard, qui a édité en Belgique francophone et en France la populaire série Bob et Bobette (comptant près de 300 albums) de Willy Vandersteen entre 1951 et 1995, et réédite en 1982 Thyl Ulenspiegel, du même auteur.